# NGC 6010
NGC 6010 (również PGC 56337 lub UGC 10081) – galaktyka spiralna (S0-a), znajdująca się w gwiazdozbiorze Węża. Odkrył ją William Herschel 3 maja 1786 roku.